# Resolució 187 del Consell de Seguretat de les Nacions Unides
La Resolució 187 del Consell de Seguretat de les Nacions Unides, aprovada per unanimitat el 13 de març de 1964, després d'haver escoltat representants de Xipre, Grècia i Turquia i preocupant profundament el desenvolupament de la zona, el Consell va assenyalar amb paraules de seguretat del Secretari General que les forces a punt de convertir-se en la Força de les Nacions Unides pel Manteniment de la Pau a Xipre es trobaven actualment en camí.
El Consell va reafirmar la seva crida a tots els Estats membres per complir les seves obligacions en virtut de la Carta de les Nacions Unides i va demanar al Secretari General que insistís amb els seus esforços.